# フェレンツ・プスカシュ
フェレンツ・プスカシュ(Ferenc Puskás）、またはプシュカーシュ・フェレンツ（ハンガリー語: Puskás Ferenc [ˈpuʃkɑ̈ːʃˈfɛrɛnʦ]、1927年4月2日 - 2006年11月17日）は、ハンガリー・ブダペスト出身の元サッカー選手。
ハンガリー代表の主将として1950年前半から1954年に1954 FIFAワールドカップ決勝で敗れるまで4年間無敗を続け、「マジック・マジャール」と呼ばれたチームの中心選手として活躍。クラブチームでもホンヴェードやレアル・マドリードに所属して国内リーグを合計10度、UEFAチャンピオンズカップを3度制覇しており、史上最高のサッカー選手の1人であると評され、スポーツ史上初めて世界的なスーパースターになった人物でもある。左足での技巧的な足技と強力なシュートを持ち味とし、「疾走少佐」（Száguldó Őrnagy, Gallopping Major）と呼ばれた。
2009年以降、FIFA主催大会の試合で最も優れたゴールをした選手には、彼の名前を冠したFIFAプスカシュ賞が与えられる。

## 選手経歴

### 生い立ち
ブダペストの労働者階級地区で生まれ、近郊のキシュペシュトで育った。一家はドイツに起源を持ち、元々はプルツェルトという苗字だったが、1930年代にプスカシュに改めた。父親のフェレンツ（息子と同名）はセミプロのサッカー選手であり、鉄道の整備工や屠殺場の簿記係として働く傍ら、ヴァシャシュやキシュペシュトFCでセンターハーフとしてプレーした。引退後はキシュペシュトで指導者となり、やがてトップチーム監督も任されるようになった。
一家はキシュペシュトのホームグラウンドの隣接地に建つアパートに住んでいた。4歳でサッカーを始めた プスカシュは、後にクラブおよびハンガリー代表でチームメイトとなる隣のアパートのボジク・ヨージェフとボールを蹴り合っていた。1936年、9歳のときにボジクと揃ってキシュペシュトのジュニアチームに入団した（1938年、11歳とする情報源もある）。プスカシュはクラブの定める下限年齢に満たなかったため、12歳になるまでコヴァーチ・ミクローシュという偽名を使って年齢を詐称してプレーした。

### キシュペシュト/ホンヴェード

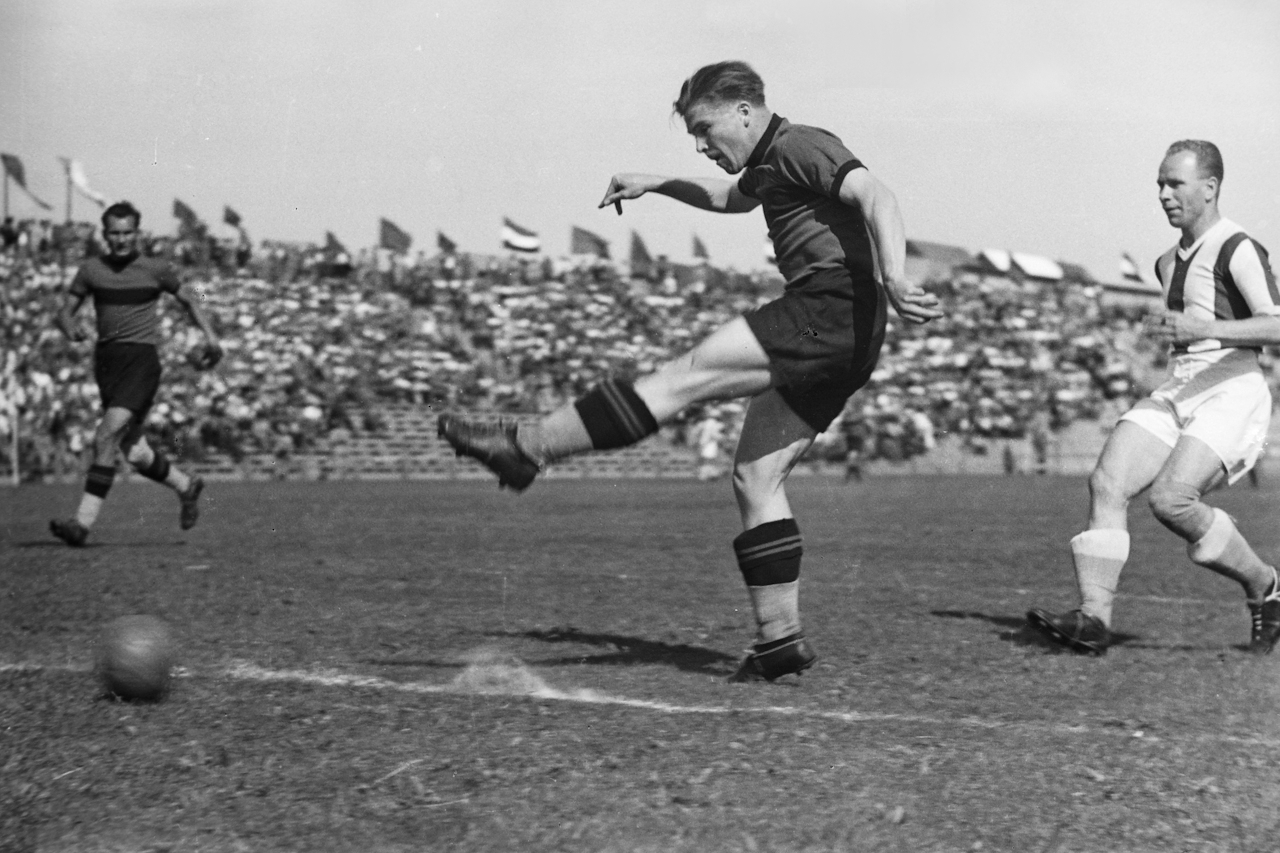
シュートを放つプスカシュ（1949年）

1943年12月に16歳でキシュペシュトのトップチームにデビューし、3試合目のコロズヴァールとの試合で初ゴールを記録した。
第二次世界大戦が終わると、ハンガリーでは1946年に本格的に国内リーグが再開された。キシュペシュトはプスカシュの父親が監督に復帰し、プスカシュもキャプテンを任されるようになっていた。1946-47シーズンはウーイペシュトに次ぐ2位でシーズンを終えた。1947-48シーズンは50ゴールで初めての得点王に輝いた。その後は1949-50（31ゴール）、1950（25ゴール）、1953（27ゴール）シーズンにも得点王となった。
1949年、共産党の一党独裁体制となったハンガリーで、キシュペシュトは陸軍のクラブとして再編され、ホンヴェード（「祖国の守護者」の意味）と改名された。実態は殆どプロフェッショナルでありながら名目上はアマチュア化され、ホンヴェードの選手たちは軍人の身分となった。
この時期にハンガリー代表の監督に就任したシェベシュ・グスターヴは、有力選手を一つのチームに集中させることが代表チームの強化に繋がると考え、その強権を活かして国内最高のタレント、GKのグロシチ・ジュラ、FWのコチシュ・シャーンドル、ウィンガーのチボル・ゾルターンとブダイ・ラースローらを軍に徴発してホンヴェードの一員にした。ホンヴェードは1949-50、1950、1952、1954、1955シーズンにリーグを制した。
プスカシュはキシュペシュトおよびホンヴェードでは通算354試合に出場して357ゴールを挙げた。

### ハンガリー代表
ハンガリー代表には、1945年8月20日のオーストリア戦でデビューを飾り、5-2で勝利したこの試合で代表初ゴールも記録した。1946年、アウェーのルクセンブルク戦（7-2で勝利）で初のハットトリックを達成した。1947年5月のイタリア遠征にて、チームは2-3でイタリアに敗れたものの、プスカシュはユヴェントスの代理人から接触を受け、10万ドルを提示された。
1952年ヘルシンキオリンピックでは、準決勝でスウェーデンに6-0で圧勝した後、決勝でユーゴスラビアを2-0で退けて、ハンガリーは金メダルを獲得した。決勝でプスカシュはペナルティキックに失敗もしたが、チボルとそれぞれ1ゴールを挙げた。この大会よりセンターフォワードが引き気味に位置取る（プスカシュを含む2人のインサイドフォワードがその前でプレーする）新システムがチームに導入された。
1948年から1953年にかけて開催された中央ヨーロッパインターナショナルカップでプスカシュは10ゴールで得点王になり、チームは優勝した。
1953年11月にロンドンのウェンブリー・スタジアムで開催されたイングランド戦で、ハンガリーは6-3の有名な勝利を収めた。
イングランドにとって、これがウェンブリーで初めて海外チームに敗れた試合になった。プスカシュは24分と27分にゴールを挙げた。イングランドの申し出に応じてブダペストで再戦が行われたが、それにも7-1で勝利した。

#### 1954 FIFAワールドカップ
ポーランドが辞退したため、ハンガリーは予選を経ずに1954 FIFAワールドカップ本大会に出場した。彼らは優勝候補の大本命だった。グループステージ第1試合で韓国に9-0（現在も破られていない大会最多得点差試合の1つ）、第2試合で控え選手主体の西ドイツに8-3と快勝したが、プスカシュは西ドイツ戦の後半にヴェルナー・リーブリッヒによって右足を傷めつけられ、その後の試合の欠場を余儀なくされた。

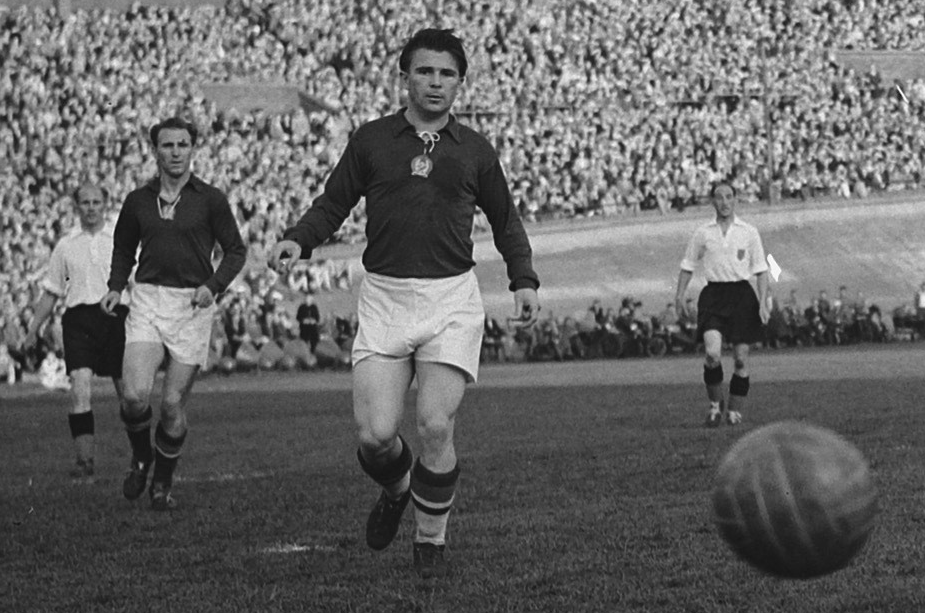
1954年のプスカシュ（中央）とヒデクチ（左奥）

ハンガリーはプスカシュを欠いていたにもかかわらず、準々決勝でブラジル、準決勝でウルグアイを降し、決勝戦で再び西ドイツと対戦した。試合前の予想ではハンガリーの勝利は間違いないと考えられていた。
プスカシュの状態はまだ万全ではなく、出場が危ぶまれていたが、準決勝ウルグアイ戦で良い働きを見せたブダイに代わって（伝えられるところによれば、ブダイを外すように自ら進言して）3試合ぶりに出場メンバーに名を連ねた。プスカシュは6分に味方のシュートのこぼれ球を蹴り込んで先制点を挙げた。直後にチボルが加点したが、西ドイツも18分までに同点に追い付き、2-2のまま試合は終盤まで進んだ。プスカシュは足首の負傷のせいで動きが重く、好機をふいにする場面も見受けられた。84分に西ドイツのヘルムート・ラーンが決勝点となる3点目を決めた。その2分後、トート・ミハーイからのスルーパスを受けたプスカシュのシュートが西ドイツのゴールを破ったが、これはウェールズ人線審マーヴィン・グリフィスとイングランド人主審ビル・リングによってオフサイドと判定された。プスカシュはこの判定が誤りだったと考えており、現在でも議論が続いている。枠内シュートの数では西ドイツの8に対し、ハンガリーは25と圧倒していた。1950年のオーストリア戦以来となったこの敗戦により、ハンガリーの連続無敗記録は31試合で終わった。
試合後にプスカシュは西ドイツの選手たちが競技能力を向上させる禁止薬物を使用していたと訴えた。ドイツサッカー連盟(DFB)は自国のチームとプスカシュの対戦を禁止した。1960年にアイントラハト・フランクフルトとのチャンピオンズカップ決勝を前にして、プスカシュは対戦相手が試合放棄しないように、自らの過去の言動を陳謝する手紙をDFBに送った。
ハンガリー国民の失望は大きく、帰国したチームは大きな批判を浴びた。プスカシュにも色々な良からぬ噂が流布され、アウェーの試合ではブーイングが飛んできた。
ハンガリーは西ドイツに敗れた後はすぐに持ち直し、1956年にトルコに敗れるまで18試合無敗を続けた。プスカシュは1956年10月14日にウィーンで行われたオーストリア戦がハンガリー代表としての最後の試合になった。通算成績は85試合84ゴール。

### 亡命
ハンガリー動乱が1956年10月23日に勃発したとき、プスカシュはハンガリー代表の一員として練習場にいた。
1956-57シーズン、ホンヴェードは初めて欧州チャンピオンズカップに参加していた。動乱は11月上旬にはひとまず落ち着いていたが、ホンヴェードの選手たちは11月23日にビルバオで行われたアスレティック・ビルバオとの第1試合（2-3でホンヴェードが敗れる）を終えてもまだハンガリーに帰ろうとせず、帰国を求める本国からの呼びかけを拒否してスペインで親善試合を続けた。11月に行われたマドリード選抜チームとの試合(プスカシュによれば、フランシスコ・フランコの妻が開催した試合）はレアル・マドリードの会長サンティアゴ・ベルナベウも観戦していた。ハンガリーの国内情勢への配慮から、第2試合はベルギーのブリュッセルをホンヴェードの“ホーム”として12月20日に開催された。GKのファラゴが負傷してプレーできなかったため、故障を抱えた左ウイングのチボルが代役としてゴールマウスに立ったホンヴェードは、3-3でアスレティックと引き分け、この時点でトーナメントから敗退した。
FIFAは1957年1月3日に全ての連盟にホンヴェードとの対戦を禁止する通達を発したが、それからもブラジルのフラメンゴからの誘いに応じて南米に遠征した。2月22日にヨーロッパへ戻り、ホンヴェードの選手たちが仮の本拠としていたウィーンで、彼らはハンガリーサッカー協会の役員から、国に帰って制裁を受けるように告げられた。プスカシュに科された制裁は18ヵ月間の出場停止処分だった。プスカシュ、チボル、コチシュは自分たちに帰国の意志がないことを明らかにした。ハンガリーサッカー協会はFIFAに彼らの処分を求め、その結果、プスカシュは向こう2年のあいだ世界のどのクラブでもプレーできなくなった。後にこの処分は15ヵ月に短縮された。プスカシュはイタリアのインテル・ミラノの練習に参加していたが、この処分によってインテル入りはなくなった。

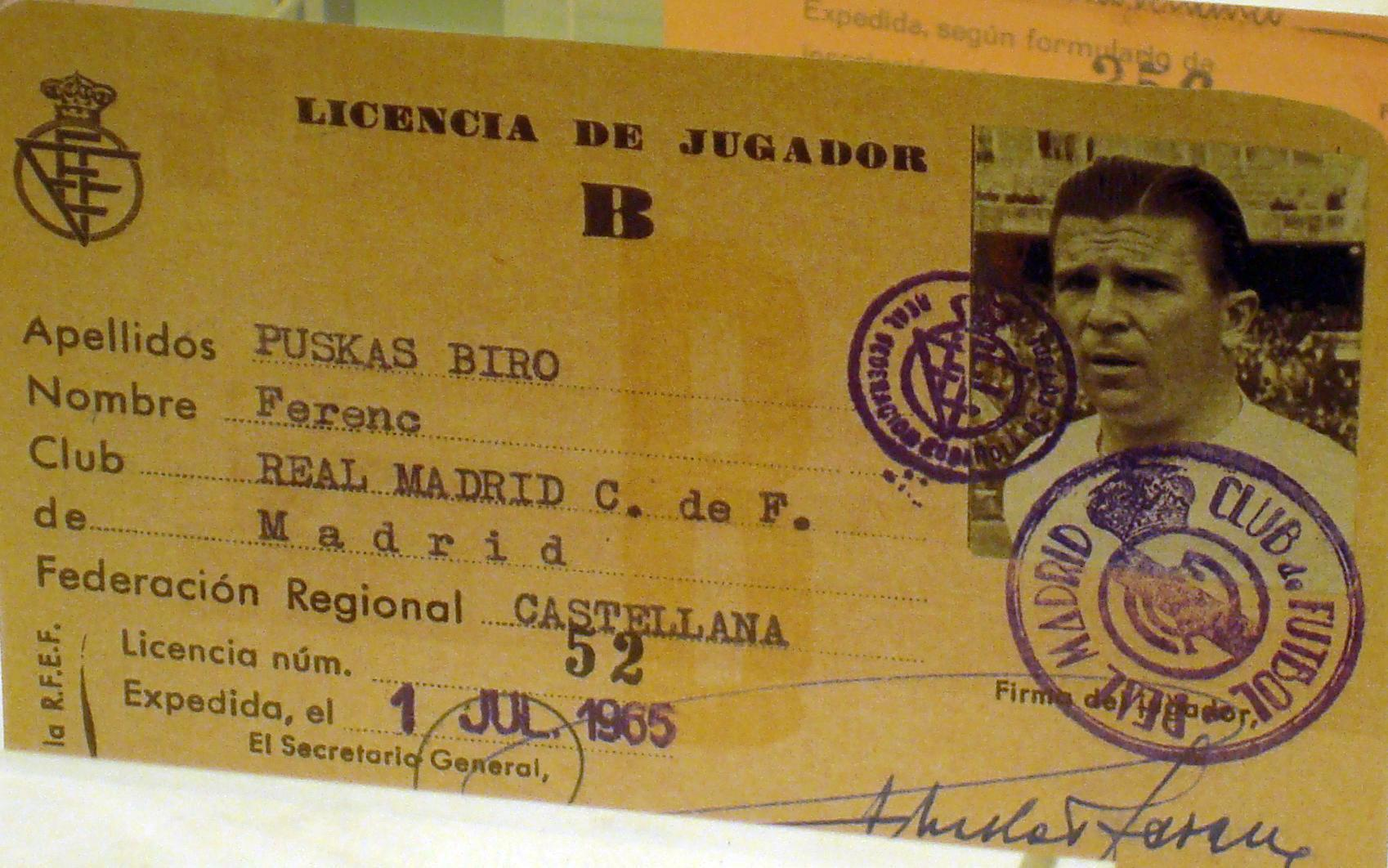
プスカシュのプレイヤーライセンス

1958年7月の出場停止期間終了が近づいても、プスカシュはまだなおスイスのアマチュアクラブでトレーニングをしているような状況だったが、かつてのホンヴェード財務部長にして当時はレアル・マドリードの技術部長に就いていた彼の旧友エミル・エステライヒャーが、プスカシュとの契約を結ぶように現在の上司を説得した。

### レアル・マドリード

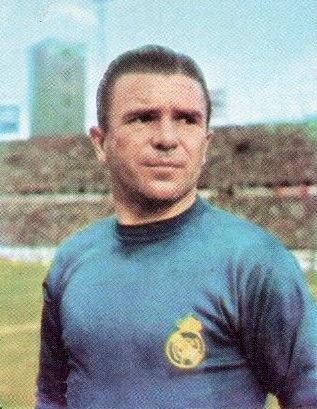
レアル・マドリードでのプスカシュ（1965年）

プスカシュは1958-59シーズンよりレアル・マドリードに加入した。多くの人々は31歳で肥え太ったプスカシュとの契約には懐疑的であり、スペインのプレスは、ニックネームである“ギャロッピング・メジャー（疾走する少佐）”をもじり“太鼓腹の少佐”と呼んで揶揄した。当初こそブランクに苦労したが、1959年1月のラス・パルマス戦ではアルフレッド・ディ・ステファノと揃ってハットトリックを達成し、10-1で圧勝した。プスカシュは既にチームに君臨していたディ・ステファノの引き立て役を演じることを厭わず、2人のコンビネーションは抜群だった。スペインでは彼に「小さなキャノン」というニックネームが付けられた。
マドリードでの最初の監督だったアルゼンチン人のルイス・カルニグリアとは折り合いが悪く、1959年のチャンピオンズカップでは準決勝での活躍にも関わらず、プスカシュは決勝スタッド・ランス戦の出場メンバーから外された。カルニグリアは1959年夏にチームを去り、以降の監督とはより良い関係を築いた。
加入2年目の1959-60シーズン、チームはリーグでバルセロナに次ぐ2位だったが、プスカシュは24試合に出場して試合数を上回る26ゴールを挙げ、スペインでは初めての得点王に輝いた。ハムデン・パークで行われた同年のチャンピオンズカップ決勝アイントラハト・フランクフルト戦で、プスカシュは左足で2点、PKで1点、ヘディングで1点、計4ゴールを挙げた。これは現在も最多得点記録として残っている。ディ・ステファノも3ゴールを挙げて7-3で勝利を収め、マドリードは大会5連覇を果たした。この年からヨーロッパと南米のチャンピオンクラブが対戦するインターコンチネンタルカップも始まり、マドリードはウルグアイのペニャロールと対戦した。アウェーの1stレグを0-0で引き分けた後、サンティアゴ・ベルナベウでの2ndレグでプスカシュは、試合開始から8分間に2点を奪い、5-1で勝利した。1960年のバロンドールはプスカシュが受賞の本命候補だったが、亡命者の彼は共産主義諸国の審査員たちから好まれなかったため、ルイス・スアレス・ミラモンテスが受賞した。当時フランス・フットボールやレキップの編集長を務めたジャック・フェランは後に、バロンドールについて「最も大きな後悔は、プスカシュを受賞させることができなかったことだ」と語ったという。

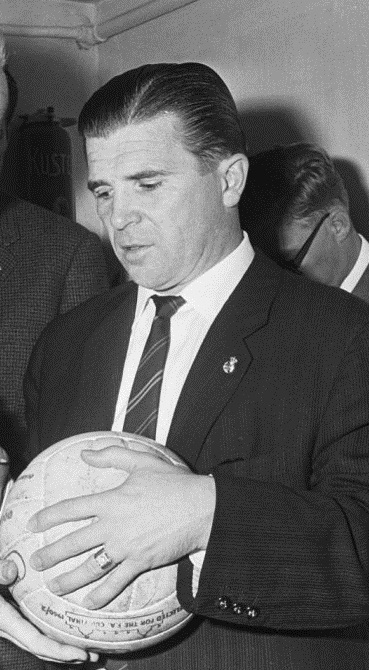
ボールにサインをするプスカシュ（1965年）

1962年のチャンピオンズカップ決勝ベンフィカ戦で彼は前半にハットトリックを達成したが、その後逆転されて3-5で敗れた。1964年の決勝ではインテルに1-3で敗れた。マドリードは1966年に再びチャンピオンズカップに優勝したが、この頃には既に若い選手を主体とするチーム（当時の若者風俗から「イエイエ」と呼ばれた）に変貌しており、プスカシュは登録されてはいたがたまに試合に出る程度になっていた。それでも1回戦のフェイエノールト戦では、2試合で5ゴール（2ndレグに4ゴール）を挙げている。
1967年6月30日 にプスカシュは引退した。その2年後にエスタディオ・サンティアゴ・ベルナベウで開催された彼のための記念試合には、8万人の観客が集まった。レアル・マドリードでは528試合に出場して512ゴールを挙げ、ピチーチ賞（リーグ得点王）に4度受賞した。1回のインターコンチネンタルカップ優勝、3回のチャンピオンズカップ優勝、5回の国内リーグ優勝、1回の国内カップ優勝といったタイトルをチームにもたらした。

### スペイン代表
プスカシュは1961年にスペイン国籍を取得し、1961年11月12日の1962 FIFAワールドカップ予選ヨーロッパ＝アフリカ間プレーオフのスペイン対モロッコ戦でスペイン代表にデビューした。翌年にはチリで開催されたFIFAワールドカップ本大会の3試合すべてに出場した。スペインはグループ最下位でワールドカップを終えた。

### 監督として
引退後はマドリードにバルを開いたが、すぐに店を閉める。以後は指導者としての道を歩み、エルクレスやアラベスなどのクラブチームのほかサウジアラビア代表やハンガリー代表などで監督を歴任。1970年代前半にはギリシャのパナシナイコスを1971年チャンピオンズカップ準優勝に導いた。ウェンブリーで行われた決勝では、ヨハン・クライフ擁するアヤックスに1-2で敗れた。ギリシャ国内リーグでは1970-71と1971-72シーズンを連覇した。1978年にはAEKアテネを1978-79シーズンのリーグ優勝に導いた。
監督としてのプスカシュはスペインでキャリアをスタートし、その後アメリカやカナダ、ギリシャ、チリ、サウジアラビア、エジプト、パラグアイ、オーストラリアと各国を渡り歩いた。

### 晩年および没後
アル・マスリ監督時代の1981年、ハンガリー代表の黄金時代の終焉から四半世紀を記念した祝典に招かれたプスカシュは、25年ぶりにハンガリーへの帰国を果たし、大勢の人々から歓迎された。その後はしばしばハンガリーに帰るようになり、サウス・メルボルンFC監督時代の1992年にブダペストへの定住を決意した。1993年に4試合だけハンガリー代表を指揮した後、彼はハンガリーサッカー協会から名誉職的な地位を与えられた。
ブダペストで開かれたプスカシュの70歳を祝う誕生祭には、IOC会長フアン・アントニオ・サマランチ、UEFA会長レナート・ヨハンソン、ディ・ステファノやヘントといったレアル・マドリードでの同僚たち、さらにプスカシュによる西ドイツのドーピング指摘以来、険悪な関係にあった当時の西ドイツの主将フリッツ・ヴァルターも訪れ、互いに打ち解けた。
ワールドサッカー誌選出の「20世紀の偉大なサッカー選手100人」7位に選出された。また、国際サッカー歴史統計連盟（IFFHS）には20世紀で最も偉大な選手の6位に選ばれた。

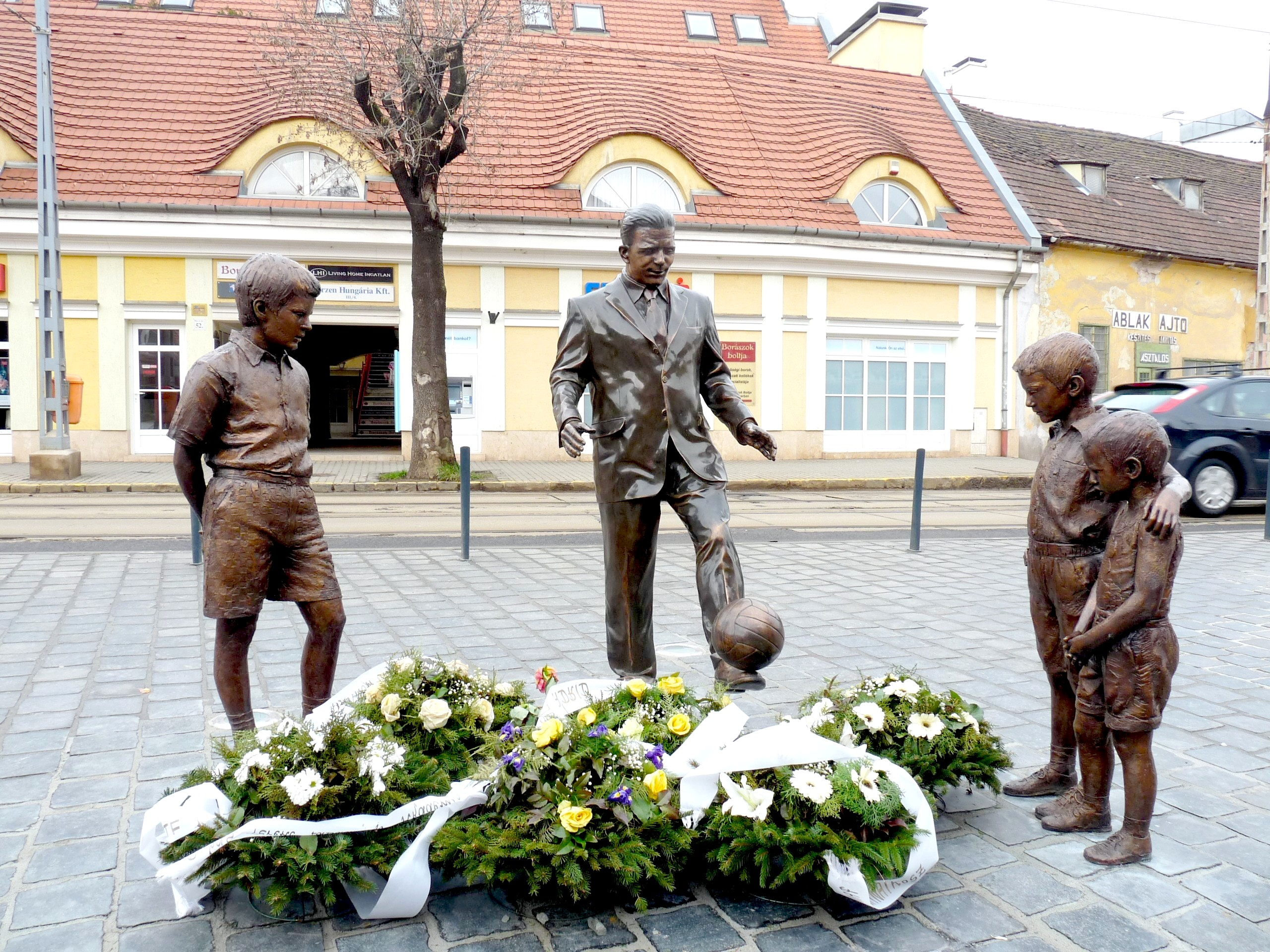
ブダペスト、オーブダに設置されているプスカシュの像

2000年、ホンヴェードはプスカシュが背負った背番号10を永久欠番とした。国際サッカー歴史統計連盟(IFFHS)によってプスカシュは「20世紀の得点王」に選定された。2003年にプスカシュはハンガリーサッカー協会によって同国の過去50年間最優秀選手（ゴールデンプレイヤー）に選ばれた。2002年、ハンガリー代表のホームスタジアムでもある国立のネープシュタディオンが、彼の功績を称えてプシュカーシュ・フェレンツ・シュタディオンに改名された。
晩年はアルツハイマー病を患い、6年間病院で過ごした。晩年は経済的に困窮し、家族は彼の治療費を捻出するためにワールドカップ準優勝メダルやゴールデンブーツを含む100以上の品々を競売にかけた。2005年10月、FIFA会長ゼップ・ブラッターは、プスカシュと彼の妻への財政援助を発表した。
2006年11月17日、肺炎のためブダペストで死去した
。79歳であった。その後、遺体は聖イシュトバーン大聖堂に安置された。
2007年4月、政治家のオルバーン・ヴィクトルによってプスカシュの名前が付いたサッカークラブ、プスカシュ・アカデーミアFCが設立された。翌年には、プスカシュ・アカデーミアはマジャールスズキと共にプスカシュ＝スズキ・クパという国際ユース大会を創設した。
2009年、FIFAは一年間に世界で生まれた最も美しいゴールに与えられる新たな賞の名前をFIFAプスカシュ賞と名付けた。
2013年10月、レアル・マドリードの練習場であるシウダード・レアル・マドリードにプスカシュの銅像が設置された。

## 人物
キックフェイントや足の裏を使った引き技からの技巧的なシュートを得意とし、試合では一切右足にボールが触れない試合もあったほど利き足である左足を多用した。ハンガリー代表などで共に戦ったチボル・ゾルターンからは「1度ボールをけっただけで2点を奪った」と評され、同じくグロシチ・ジュラは「単にワールドクラスではなく、夢の世界の選手だった」と評した。アルフレッド・ディ・ステファノはそのボールコントロールを「その左足で、私が手でボールを扱う以上に自在にボールを操る」と賞賛した。また、マジック・マジャール時代はプレーメーカー兼ゴールゲッターだったが、レアル・マドリードではよりゴールゲッターに比重を置き、30代にして2度目のピークを迎えた。このため、プスカシュは「2度生きた男」と呼ばれた。ハンガリー代表通算84試合出場83得点の記録を持つ。代表通算83得点はハンガリー歴代最多得点記録であると共に、21世紀に至るまで長い間世界記録であった。
父も同姓同名のプスカシュ・フェレンツ(1903-1952)でキシュペシュト・サッカー・クラブの選手で、後にブダペシュティ・ホンヴェード（ブダペスト国防軍）のコーチとなった。母親はビーロー・マルギット（Bíró Margit [ˈbiːroːˈmɒrɡit]) (1904-1976) で縫製工場で働いていた。プスカシュ家はドイツ系少数民族の家庭で、父親も、息子も最初はフランツ・プルツェルト (Franz Purzeld [ˈfʀanʦˈpʊʀʦld̥]) であったが、一家は1937年に姓をプルツェルトからハンガリー風のプスカシュ（「銃兵」の意味）に改姓した。なお、ハンガリーのファンたちからは親しみを込めてプスカシュ・エチ（Puskás Öcsi [ˈpuʃkɑ̈ːʃˈøʧi]、エチはハンガリー語で「弟」の愛称形) と呼ばれていた。

## 個人成績

### トップリーグ成績
| シーズン                       | クラブ                         | 国内リーグ                     | 国内リーグ | 国内リーグ | 国内カップ | 国内カップ | UEFA   | UEFA   | 通算   | 通算   |
| シーズン                       | クラブ                         | 所属リーグ                     | 試合数     | 得点数     | 試合数     | 得点数     | 試合数 | 得点数 | 試合数 | 得点数 |
| ------------------------------ | ------------------------------ | ------------------------------ | ---------- | ---------- | ---------- | ---------- | ------ | ------ | ------ | ------ |
| 1943-44                        | キシュペシュト                 | ネムゼティ・バイノクシャーグI  | 18         | 7          | -          | -          | -      | -      | 18     | 7      |
| 1944-45                        | キシュペシュト                 | ネムゼティ・バイノクシャーグI  | 2          | 1          | -          | -          | -      | -      | 2      | 1      |
| 1944                           | キシュペシュト                 | ネムゼティ・バイノクシャーグI  | 11         | 6          | -          | -          | -      | -      | 11     | 6      |
| 1945                           | キシュペシュト                 | ネムゼティ・バイノクシャーグI  | 20         | 10         | -          | -          | -      | -      | 20     | 10     |
| 1945-46                        | キシュペシュト                 | ネムゼティ・バイノクシャーグI  | 34         | 36         | -          | -          | -      | -      | 34     | 36     |
| 1946-47                        | キシュペシュト                 | ネムゼティ・バイノクシャーグI  | 29         | 32         | -          | -          | -      | -      | 29     | 32     |
| 1947-48                        | キシュペシュト                 | ネムゼティ・バイノクシャーグI  | 31         | 50         | -          | -          | -      | -      | 31     | 50     |
| 1948-49                        | キシュペシュト                 | ネムゼティ・バイノクシャーグI  | 28         | 46         | -          | -          | -      | -      | 28     | 46     |
| 1949-50                        | ブダペスト・ホンヴェードFC     | ネムゼティ・バイノクシャーグI  | 30         | 31         | -          | -          | -      | -      | 30     | 31     |
| 1950                           | ブダペスト・ホンヴェードFC     | ネムゼティ・バイノクシャーグI  | 15         | 25         | -          | -          | -      | -      | 15     | 25     |
| 1951                           | ブダペスト・ホンヴェードFC     | ネムゼティ・バイノクシャーグI  | 21         | 21         | 2          | 1          | -      | -      | 23     | 22     |
| 1952                           | ブダペスト・ホンヴェードFC     | ネムゼティ・バイノクシャーグI  | 26         | 22         | -          | -          | -      | -      | 26     | 22     |
| 1953                           | ブダペスト・ホンヴェードFC     | ネムゼティ・バイノクシャーグI  | 26         | 27         | 3          | 12         | -      | -      | 29     | 39     |
| 1954                           | ブダペスト・ホンヴェードFC     | ネムゼティ・バイノクシャーグI  | 20         | 21         | -          | -          | -      | -      | 20     | 21     |
| 1955                           | ブダペスト・ホンヴェードFC     | ネムゼティ・バイノクシャーグI  | 26         | 18         | 6          | 4          | 4      | 3      | 36     | 25     |
| 1956                           | ブダペスト・ホンヴェードFC     | ネムゼティ・バイノクシャーグI  | 13         | 5          | -          | -          | 2      | 1      | 15     | 6      |
| ブダペスト・ホンヴェードFC通算 | ブダペスト・ホンヴェードFC通算 | ブダペスト・ホンヴェードFC通算 | 350        | 358        | 11         | 17         | 6      | 4      | 367    | 380    |
| 1958-59                        | レアル・マドリード             | プリメーラ・ディビシオン       | 24         | 21         | 5          | 2          | 5      | 2      | 34     | 25     |
| 1959-60                        | レアル・マドリード             | プリメーラ・ディビシオン       | 24         | 25         | 5          | 10         | 7      | 12     | 36     | 47     |
| 1960-61                        | レアル・マドリード             | プリメーラ・ディビシオン       | 28         | 28         | 9          | 14         | 4      | 2      | 41     | 44     |
| 1961-62                        | レアル・マドリード             | プリメーラ・ディビシオン       | 23         | 20         | 8          | 13         | 9      | 7      | 40     | 40     |
| 1962-63                        | レアル・マドリード             | プリメーラ・ディビシオン       | 30         | 26         | 7          | 5          | 2      | 0      | 39     | 31     |
| 1963-64                        | レアル・マドリード             | プリメーラ・ディビシオン       | 25         | 21         | 0          | 0          | 8      | 7      | 33     | 28     |
| 1964-65                        | レアル・マドリード             | プリメーラ・ディビシオン       | 18         | 11         | 4          | 4          | 3      | 2      | 25     | 17     |
| 1965-66                        | レアル・マドリード             | プリメーラ・ディビシオン       | 8          | 4          | 3          | 1          | 3      | 5      | 14     | 10     |
| レアル・マドリード通算         | レアル・マドリード通算         | レアル・マドリード通算         | 180        | 156        | 41         | 49         | 41     | 37     | 262    | 242    |
| 通算                           | 通算                           | 通算                           | 530        | 514        | 52         | 66         | 47     | 41     | 629    | 622    |

### 代表

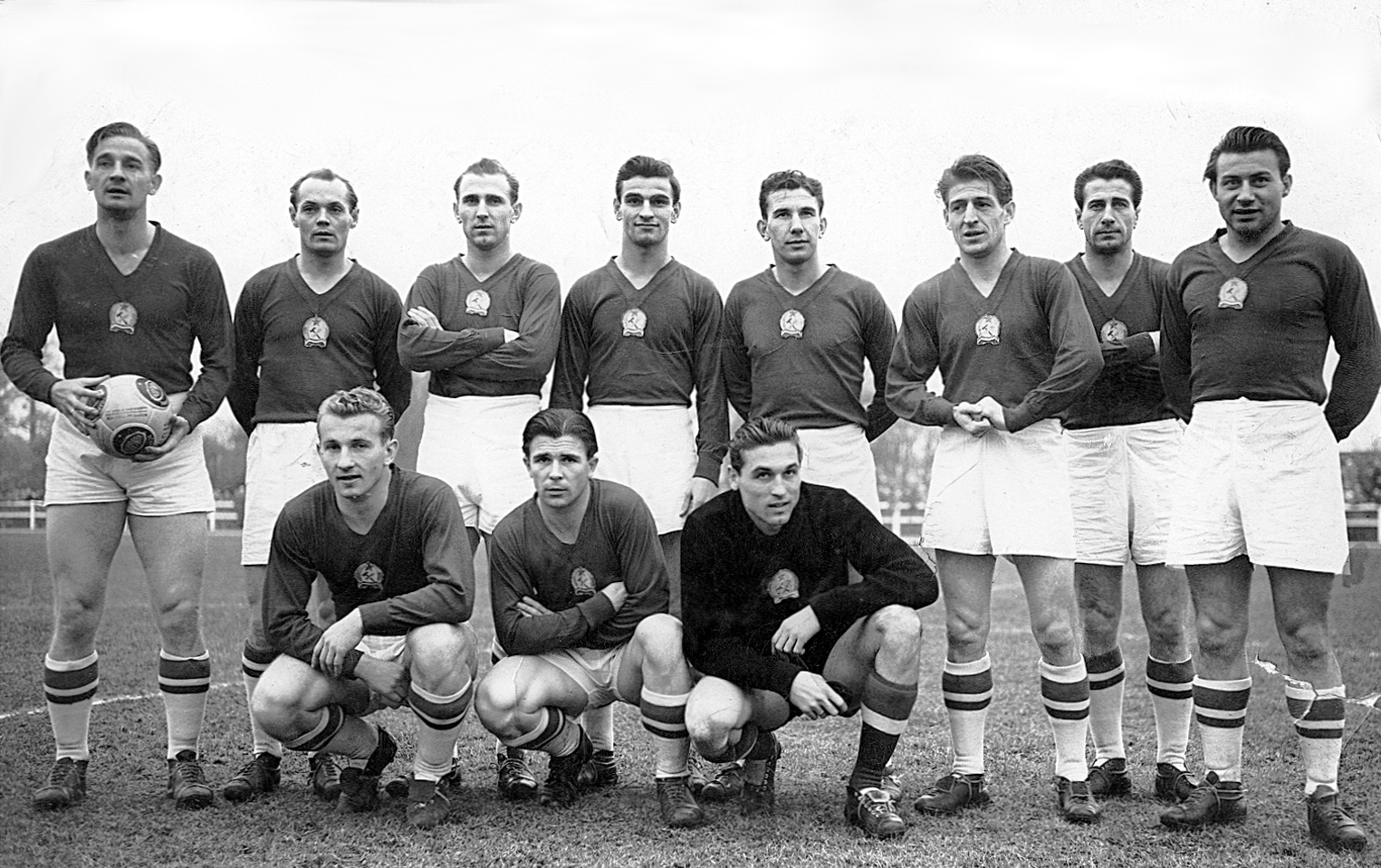
1953年のハンガリー代表。プスカシュは前列中央。

| ハンガリー代表 | ハンガリー代表 | ハンガリー代表 |
| 年             | 試合数         | 得点数         |
| -------------- | -------------- | -------------- |
| 1945           | 2              | 3              |
| 1946           | 3              | 3              |
| 1947           | 5              | 5              |
| 1948           | 6              | 7              |
| 1949           | 8              | 11             |
| 1950           | 6              | 12             |
| 1951           | 3              | 4              |
| 1952           | 12             | 10             |
| 1953           | 7              | 6              |
| 1954           | 11             | 8              |
| 1955           | 12             | 10             |
| 1956           | 10             | 5              |
| 通算           | 85             | 84             |

| スペイン代表 | スペイン代表 | スペイン代表 |
| 年           | 試合数       | 得点数       |
| ------------ | ------------ | ------------ |
| 1961         | 1            | 0            |
| 1962         | 3            | 0            |
| 通算         | 4            | 0            |

## 獲得タイトル

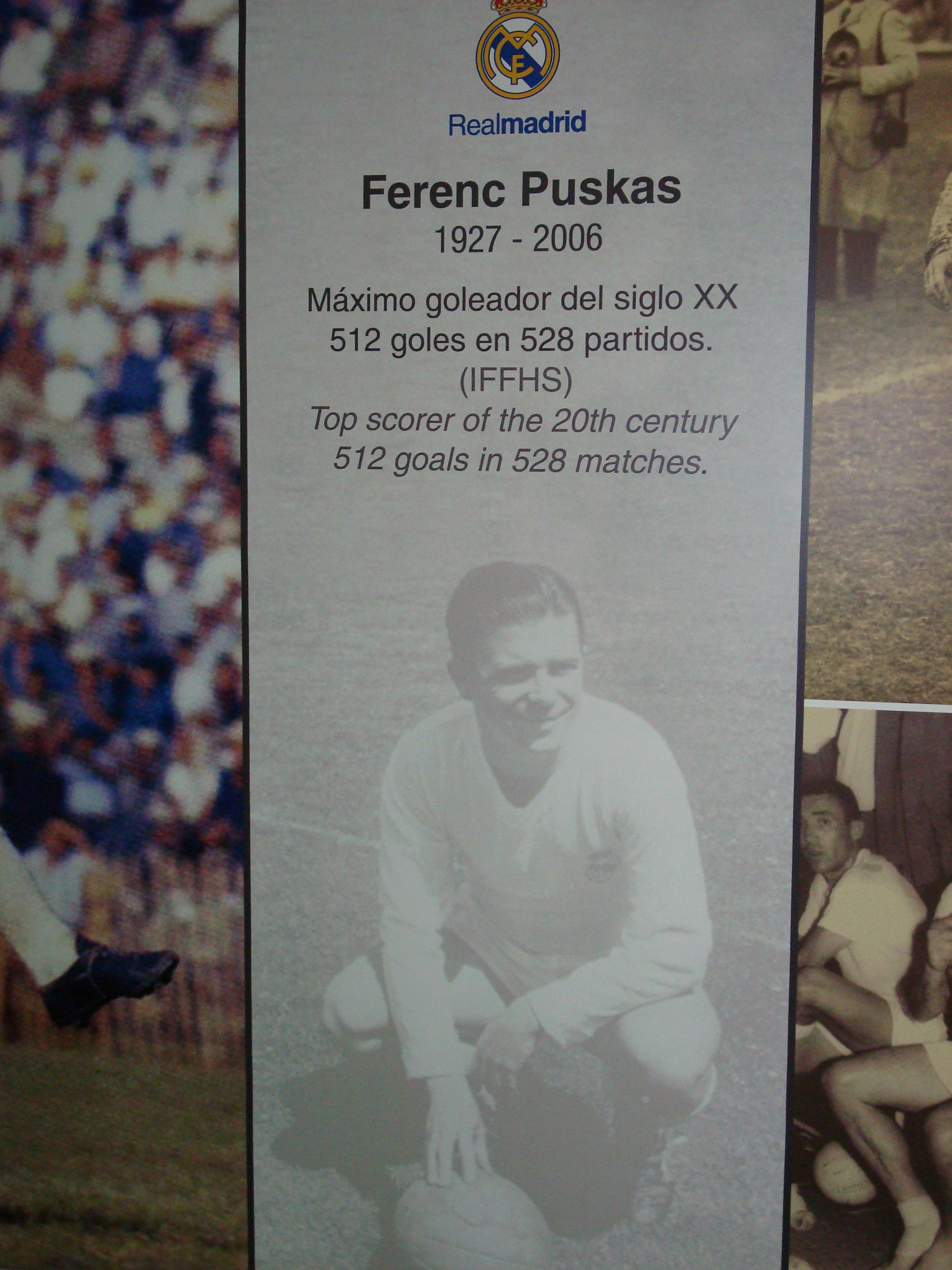
プスカシュは、IFFHSより20世紀得点王に選ばれた

### チームタイトル
- ブダペスト・ホンヴェードFC
  - ハンガリーリーグ : 1949-50, 1950, 1952, 1954, 1955
- レアル・マドリード
  - リーガ・エスパニョーラ : 1958, 1961, 1962, 1963, 1964
  - コパ・デル・ヘネラリシモ : 1962
  - UEFAチャンピオンズカップ : 1958-59, 1959-60, 1965-66
    - 準優勝 : 1961-62, 1963-64

  - インターコンチネンタルカップ : 1960
- ハンガリー代表
  - オリンピック : 1952
  - 中央ヨーロッパインターナショナルカップ : 1953
  - FIFAワールドカップ準優勝 : 1954

### 個人タイトル
- キシュペストAC/ブダペスト・ホンヴェードFC
  - ハンガリーリーグ得点王 : 1947-48, 1949-50, 1950, 1953
- レアル・マドリード
  - ピチーチ賞（スペインリーグ得点王）: 1959-60, 1960-61, 1962-63, 1963-64
  - UEFAチャンピオンズカップ得点王 : 1959-60, 1961-62, 1963-64
- FIFAワールドカップベストイレブン : 1954
- FIFA 100
- UEFAジュビリーアウォーズ
- ワールドサッカー選定20世紀の偉大なサッカー選手100人 7位
- 20世紀世界最優秀選手 6位 (1999年、国際サッカー歴史統計連盟)
- ゴールデンフット賞 (all time legend)

### 監督としてのタイトル
- パナシナイコス
  - ギリシャリーグ : 1970–71, 1971–72
  - チャンピオンズカップ
    - 準優勝 :  1970-71
- AEKアテネ
  - ギリシャリーグ : 1978–79
- ソル・デ・アメリカ
  - パラグアイリーグ : 1986
- サウス・メルボルンFC
  - ナショナルサッカーリーグ : 1990-91
  - NSLカップ : 1989-90
  - ドカーティ・カップ : 1989, 1991